# علم النفس الاجتماعي
علم النفس الاجتماعي هو فرع من فروع علم النفس يدرس السلوك الاجتماعي للفرد والجماعة، كالاستجابة للمثيرات الاجتماعية، وهدفه بناء مجتمع أفضل قائم على فهم سلوك الفرد والجماعة، وبمعنى آخر فإن علم النفس الاجتماعي عبارة عن الدراسة العلمية للإنسان ككائن اجتماعي. يهتم هذا العلم بالخصائص النفسية للجماعات، وأنماط التفاعل الاجتماعي، والتأثيرات التبادلية بين الأفراد، مثل العلاقة بين الآباء والأبناء داخل الأسرة، والتفاعل بين المعلمين والمُتعلمين.
ومن مكونات علم النفس الاجتماعي هو «السلوك الاجتماعي وديناميات الجماعة» فالجماعة هي وحدة اجتماعية مكونة من مجموعة من الأفراد تربط بينهم علاقات اجتماعية ويحدث بينهم تفاعل اجتماعي متبادل فيؤثر بعضهم في بعض.

## أنواع الجماعات

### الجماعة المرجعية
هي جماعة يرجع إليها الفرد في تقويم سلوكه الاجتماعي في تكوين السلوك بين الفرد والمجتمع، وهي ذات فاعلة على الصعيد الفردي والاجتماعي، كما يجب على الإنسان الالتزام بها، لأنها من أهم مقومات الفرد والجماعة والمجتمع.

### الجماعة الأولية
وهي جماعة تجمع بين أفرادها بالصداقة والحب والمعرفة الشخصية مثل الأسرة.

### الجماعة الثانوية
هي جماعة تسعى إلى المشاكل وهي تريد أن تكون أقوى الجماعات.

### الجماعة الرسمية
وهي جماعة تتكون في المنظمات الرسمية لتحقيق أهداف معينة مرتبطة بمصلحة تلك المنظمة.

### الجماعة غير الرسمية
وهي جماعة تتكون داخل المنظمة الاجتماعية بشكل تلقائي نتيجة تواجد الأفراد في مكان واحد لمدة طويلة، وهي تجمع أفراداً معينين - ترابط اجتماعي وعلاقات إنسانية من أجل إرضاء وإشباع حاجتهم المختلفة.
- كالعلاقات بين الموظفين في العمل.

## علم النفس الاجتماعي وموضوعاته
تتعدد تعريفات علم النفس الاجتماعي social psychology ولكنها تشترك في أبرز الصفات التي يمكن تلخيصها في العبارة التالية: الفهم العلمي لاستجابات الفرد الإنساني للمثيرات الاجتماعية. وبعبارة أخرى، إذا كان من المسلَّم به أن الإنسان كائن اجتماعي فإن علم النفس الاجتماعي يسعى إلى فهم هذه الكينونة باكتشاف آلياتها في الفرد الإنساني. تعريف غوردون البورت يعتبر تعريفه الأشمل بتحديد هوية هذا العلم ضمن مجالات علم النفس والعلوم السلوكية ويعرفه بأنه : الدراسة العلمية لكيفية تأثر أفكار ومشاعر وسلوك الأفراد بحضور الآخرين حضوراً فعلياً أو خياليا أو ضمنياً.

## شرح تعريف غوردون البورت لعلم النفس الاجتماعي
يبدأ التعريف بذكر الدراسة العلمية. وصفة العلمية ترتبط في أذهان العامة بدراسة المظاهر المادية في الطبيعة كالطاقة والكواكب وكل ماهو مادة وبهذا يخلطون بين العلم science وموضوعات العلم والصحيح ان العلم منهج الدراسة وليس موضوعها. العلم كيف نفكر وليس مانفكر فيه، كيف نحلل ونفسر وكيف نحاول فهم الأشياء وليس الأشياء نفسها. فهناك منهج علمي scientific method ومنهج غير علمي ولكن لايمكن أن تصنف الظواهر إلى ظواهر علمية وغير علمية فدراسة الظواهر سلوكية أو إحيائية أو فيزيائية أو كيميائية تصبح علمية إذا استخدمت المنهج العلمي وتنتفي عنها هذه الصفة إذا اعتمدت التأمل أو التخمين.

## المفاهيم التي يرتكز عليها منهج علم النفس الاجتماعي
ويتضح التزام علم النفس الاجتماعي بالمنهج العلمي في أربع مفاهيم هي:
1. التجريب experimentation (أو الاندهاش).
2. الحساب الآلي automatic computation.
3. الثبات الإحصائي statistical reliability.
4. إمكانية إعادة الاختبار replicability.

وهي على حد تعبير غوردون البورت كلمات الرقابة watchwords في دراسات علم النفس الاجتماعي.

## الهدف العلمي لعلم النفس الاجتماعي
الهدف العلمي الرئيسي لعلم النفس الاجتماعي التفسير وليس الوصف الوصف العلمي للظاهرة المدروسة خطوة أولى نحو الهدف الرئيسي للعلوم وهو تفسير الظواهر أي فهم كيفية حدوثها ونوع الأسئلة التي يتصدى لها علم النفس الاجتماعي أسئلة تبحث في الأسباب أو العوامل التي تؤثر في سلوك الأفراد وأفكارهم ومشاعرهم في مواقف التفاعل مع الآخرين (كيف ولماذا تصرف الفرد بطريقة معينة في موقف معين ؟).

### اختبار أثر العوامل المؤثرة
يختبر علماء النفس الاجتماعي أثر العوامل التي يحتمل تأثيرها في استجابة الأفراد النفسية «فكرية أو عاطفية أو سلوكية» في مواقف التفاعل الاجتماعي سواء كانت هذه العوامل ذهنية أو ثقافية أو بيولوجية أو بيئية طبيعية وهذا يشير إلى أن الهدف الرئيسي لعلم النفس الاجتماعي هو تفسير سلوك الأفراد الاجتماعي بطريقة تشمل كافة جوانبه. ويلخص بارون وزملاؤه العوامل الممكن دراسة أثرها على استجابات الفرد النفسية للآخرين كالتالي:
1. العمليات الذهنية الأساسية كالذاكرة والتفكير(العمليات التي تحكم أفكارنا واعتقاداتنا وأحكامنا التي تتعلق بالآخرين أو بسلوكهم)
2. المتغيرات الطبيعية التأثيرات المباشرة وغير المباشرة للبيئة الطبيعية كالحرارة والازدحام والخصوصية وغيرها.
3. المحيط الثقافي يحدث ضمنه السلوك والفكر.
4. العوامل والعمليات البايولوجية التي تتعلق بالسلوك الاجتماعي بما في ذلك الموروث الجيني.

## وحدة الدراسة في علم النفس الاجتماعي
يبين التعريف السابق أن اهتمام علم النفس الاجتماعي ينصب على الأفراد وليس على المجتمعات. فهدفه تفسير سلوك ومشاعر وأفكار الفرد الإنساني عموما في تفاعله مع الآخرين. فالفرد الإنساني هو وحدة الدراسة في جميع فروع علم النفس العام.[وفقًا لِمَن؟]

## دراسة الأفكار والمشاعر والسلوك
إن علم النفس الاجتماعي لا يعنى بدراسة السلوك فقط بل إنه يدرس الأفكار والمشاعر التي يخبرها الفرد في مواقف التفاعل مع الآخرين كما أشير في التعريف. فالسلوك عبارة عن حركة وقد يكون ظاهرا بارزا كالدفع أو اللمس أو رفع اليد للتحية. وقد يكون سلوكا تعبيريا كالابتسامة أو رفع الحاجب. والمشاعر عبارة عن وجدان خبرات عاطفية كالانفعالات (الحزن، الفرح، الغضب، الخوف..الخ. أو المزاج والأفكار تتمثل في اعتقادات الفرد وأحكامه المتعلقة بالاخرين أو بالأحداث الاجتماعية أو به هو. ويصدق ذلك سواء كان الفرد في تفاعل مباشر (كالتحية وردها) تفاعل متخيل (كالتحضير للذهاب لموعد لقاء).

## سلوك المجموعات
الصفات المميزة للمجموعات
- المحاباة: يعمد أفراد المجموعة ذاتها للانحياز إيجابياً تجاه الأفراد الآخرين للمجموعة، والتمييز لصالحهم.[1]